# فرد وينستون
فرد وينستون (بالإنجليزية: Fred Winston) هو عالم وراثة أمريكي، ولد في 1952.